# Bécourt
Bécourt ist eine französische Gemeinde mit 281 Einwohnern (Stand 1. Januar 2022) im Département Pas-de-Calais in der Region Hauts-de-France (vor 2016 Nord-Pas-de-Calais). Sie gehört zum Arrondissement Montreuil und zum Kanton Lumbres.

## Lage
Die Gemeinde Bécourt liegt ca. 23 Kilometer ostsüdöstlich der Küstenstadt Boulogne-sur-Mer. Auf der Nordgrenze der Gemeinde verläuft die Fernstraße D 341 auf der Spur der ehemaligen Heerstraße des Systems Chaussée Brunehaut von Boulogne-sur-Mer nach Aire-sur-la-Lys. Nachbargemeinden von Bécourt sind Saint-Martin-Choquel im Nordwesten, Vieil-Moutier im Norden, Senlecques im Nordosten, Courset im Westen, Doudeauville im Südwesten, Zoteux im Süden sowie Bourthes im Südosten.

## Bevölkerungsentwicklung
| Jahr                       | 1962 | 1968 | 1975 | 1982 | 1990 | 1999 | 2007 | 2014 | 2022 |
| Einwohner                  | 247  | 224  | 222  | 234  | 249  | 238  | 280  | 273  | 281  |
| Quellen: Cassini und INSEE |      |      |      |      |      |      |      |      |      |

## Sehenswürdigkeiten

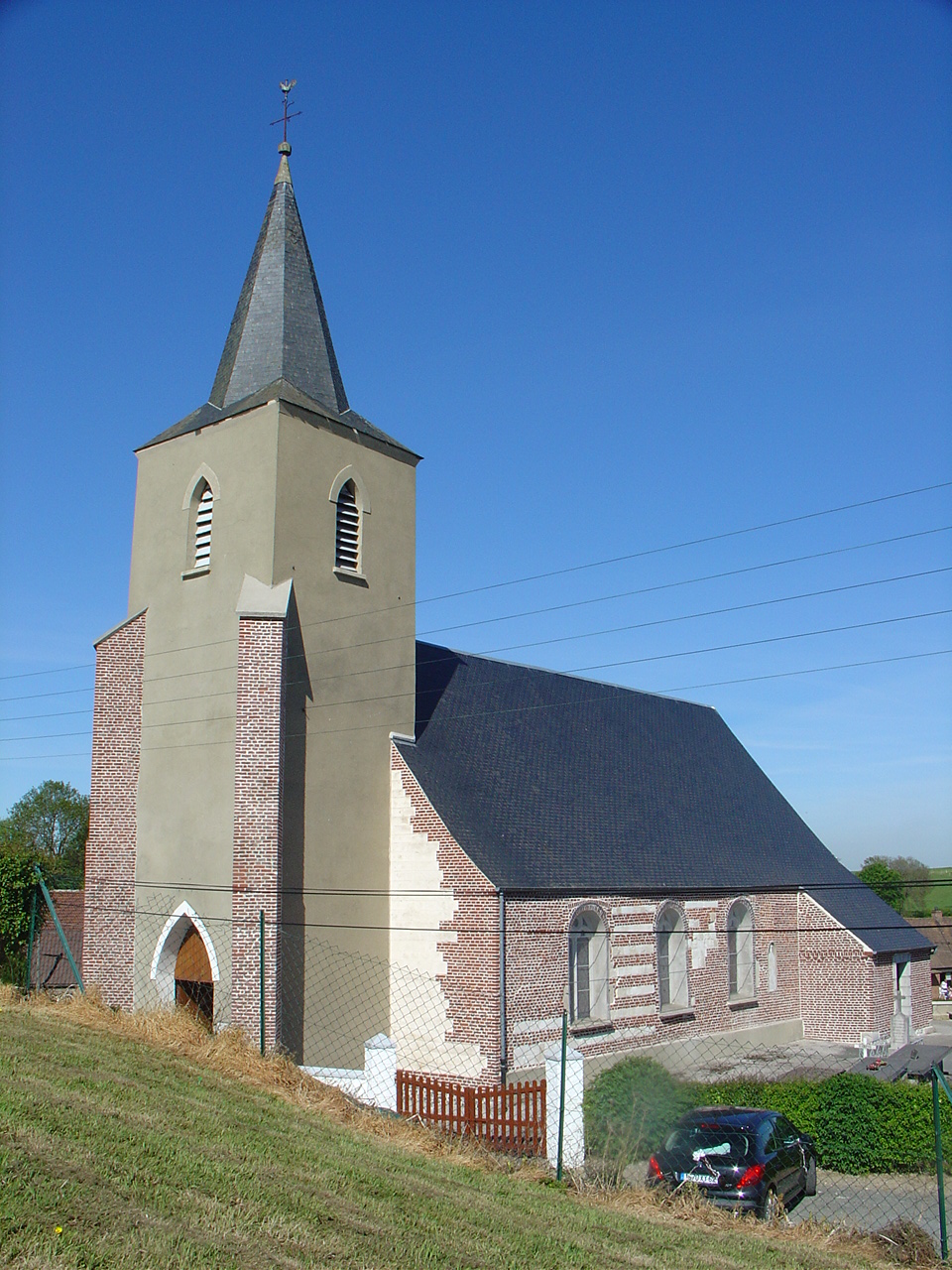
Kirche Saint-Léger

- Kirche Saint-Léger